# Roberto Acuña (basket-ball)
Pour les articles homonymes, voir Roberto Acuña.
Roberto Acuña, né le 14 septembre 1990, à Rafaela, en Argentine, est un joueur de basket-ball argentin. Il évolue au poste de pivot.

## Carrière professionnelle
Dans sa carrière professionnelle, Acuña joua avec le CA San Isidro, dans la 2e division argentine ; et avec le Ciclista Juninense, Peñarol Mar del Plata et au AA Quimsa, dans la première division.

## Carrière dans l'équipe nationale
Acuña a fait partie de l'équipe argentine de basketball en tant que senior. Il participa au championnat de Basketball sud-américain 2016 et aux Jeux Olympiques d'été de 2016.